# 줄기

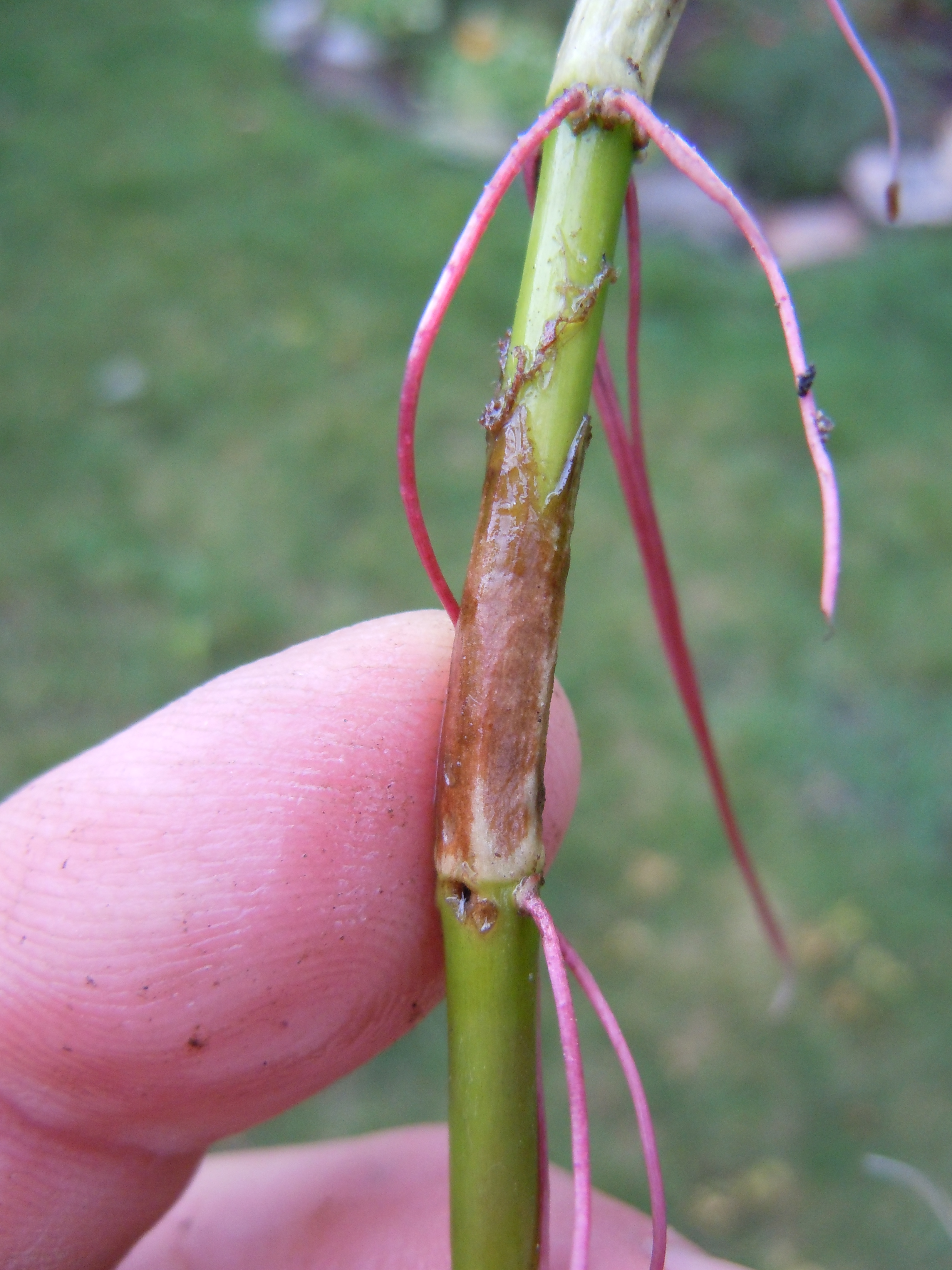

줄기(영어: Stem, 莖/경)는 뿌리와 함께 유관속식물을 구성하는 두 개의 중심축 중의 하나로, 뿌리와 잎을 연결하는 식물체의 영양기관으로 식물체를 지지하거나 물관과 체관으로 이루어진 관다발조직을 통해 물과 무기영양소, 당분 등을 수송하는 역할을 한다. 또한 어떤 식물체의 줄기는 양분과 물을 저장하기도 하는데 양분을 저장하는 줄기에는 덩이줄기(감자), 비늘줄기(양파), 알줄기(토란), 뿌리줄기(연, 아이리스)가 있으며 선인장류의 줄기는 물을 저장한다. 대부분의 식물의 줄기는 잎이나 꽃 등이 부착되는 마디와 마디와 마디를 연결하는 절간으로 이루어져 있다.

## 구조

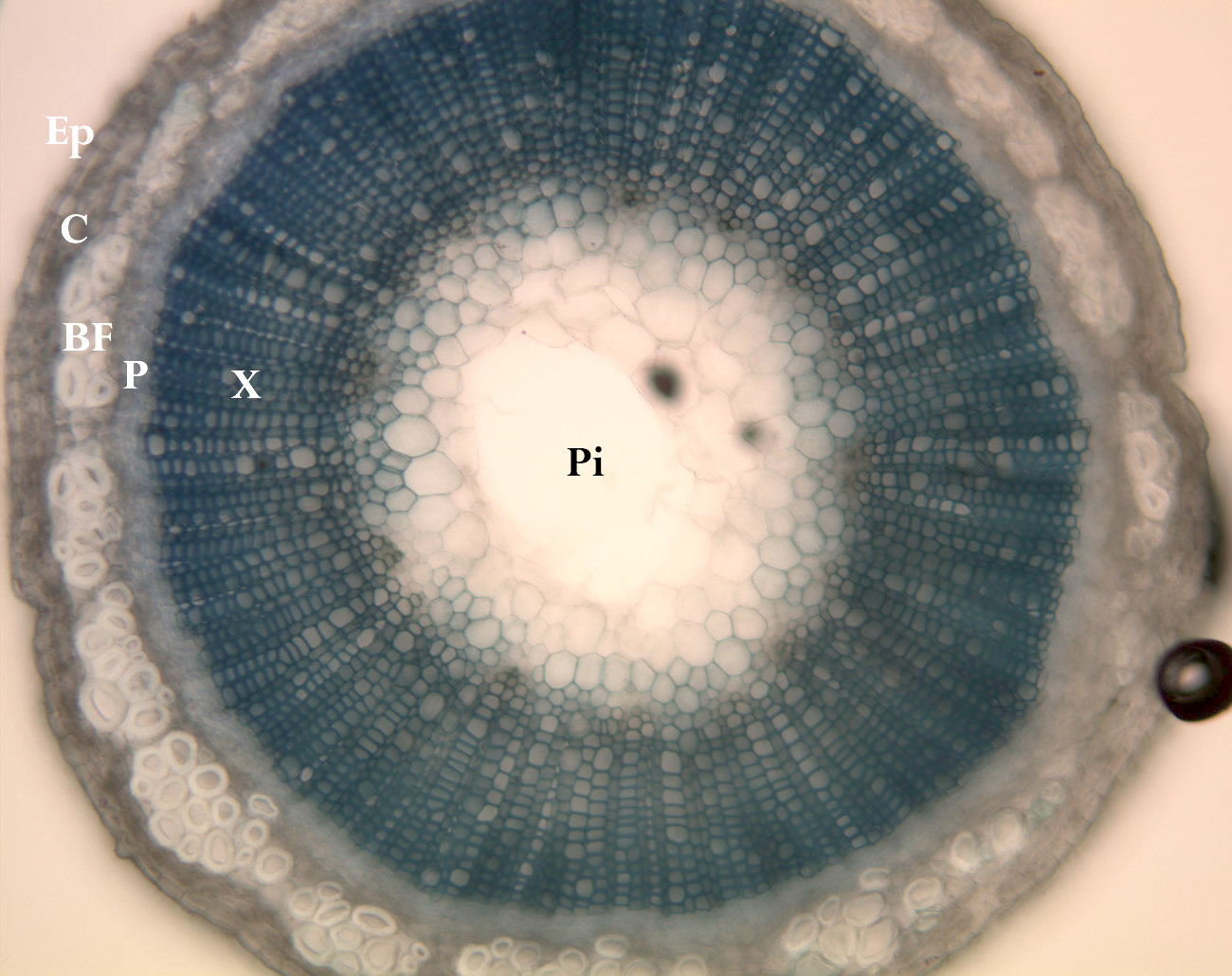
아마 줄기 횡단면이 기저 조직의 위치를 보여준다. Ep = 표피; C = 피질; BF = 인피 섬유; P = 체관부; X = 물관부; Pi = 목수(木髓)

### 조직구조
식물체의 줄기는 보통 표피조직, 기본조직, 관다발조직으로 구성되어 있다.
표피조직(Dermal tissue)은 줄기의 외부 표면을 덮고있는 조직으로 방수와 기체교환조절의 역할을 한다. 기본조직(Ground tissue)은 유조직을 포함하고 있어 광합성을 하거나 표피바로 밑에 위치한 후각세포나 관다발 내부의 후벽세포를 통해 줄기를 강화시켜 식물체를 지탱한다. 관다발조직(vascular tissue)은 물관과 체관을 포함하고 있어 식물체 내에서 장거리 물질수송을 담당한다.
줄기의 조직구조는 식물에 따라 다르게 나타난다.
겉씨식물이나 쌍떡잎식물에서는 관다발조직이 고리와 같은 모양으로 배열되어 있어 내부의 물관은 수와 맞닿아있고 외부의 체관은 피층과 닿아있다. 이에 반해 외떡잎식물에서는 관다발이 환상을 이루지 못하고 기본조직 사이에 퍼져있다.

### 기관구조
줄기는 잎의 부착부위인 마디(node)와 마디 사이에 존재하는 절간(internode)이 교대로 나타난다. 잎과 줄기가 만나는 부위인 엽액에는 곁눈이 있어 곁가지로 발달하게 되지만 대부분의 곁눈은 휴면상태로 존재하게 된다. 줄기의 끝부분에는 마디와 절간이 압축되어 있는 끝눈이 있어 어린 가지의 신장이 일어난다. 끝눈과 곁눈의 생장은 옥신과 시토키닌의 정단우성에 의해 조절된다.

#### 절간·엽적·엽극
대나무류의 마디에는 잎이 붙어 있거나 잎이 떨어진 자리가 있다. 대나무류 뿐만 아니라 일반적으로 식물 줄기의 잎이 달려 있는 부분을 마디라고 하는데, 그 마디와 마디 사이를 절간(節間)이라고 한다. 잎이 줄기에 달려 있는 부분에서는 관다발 조직이 줄기와 잎을 연결해 주고 있다. 따라서, 줄기 속의 관다발에서는 잎의 배열에 대응하여 잎으로 향한 관다발이 갈라져 나오는데, 어느 특정한 잎을 향하여 분지한 관다발 중 줄기 속에 있는 부분을 보통 엽적(葉跡)이라고 한다. 1개의 잎에 관계하는 엽적은 1개만이 아니고 여러 개 되는 수도 있다. 한편, 엽적이 줄기의 관다발에서 나오면 그 윗부분에는 관다발의 공극(空隙)이 생긴다. 물론 이 곳은 비어 있는 것이 아니고 유조직으로 되어 있는데, 이 부군을 엽극(葉隙)이라고 한다. 엽적이나 엽극의 수 또는 상호 관계는 식물의 종류에 따라 일정하지만, 엽적과 엽극과의 관계는 간단한 것에서부터 대단히 복잡한 것까지 알려져 있다. 특히 외떡잎식물에는 복잡한 것이 많다.

#### 관다발
어떤 줄기를 막론하고 속에 세로로 통하는 가늘고 긴 세포의 다발이다. 외떡잎식물은 줄기 전체에 걸쳐 불규칙하게 흩어져 있고, 쌍떡잎식물은 거의 모든 관다발이 동심원상으로 규칙적인 배열이다. 또 어느 경우에나 관다발 안에는 벽이 두꺼운 굵은 세포가 몇 개 있다. 이는 거의 원기둥 모양으로, 아래위에 구멍이 뚫려 있으며, 세로로 이어진 몇 개의 기다란 관으로 되어 있다. 이 관이 식물체에서 물이 전달되는 물관이다. 물관의 위치는 관다발 중에서 줄기의 중심에 가까운 쪽이고, 줄기의 중심에서 먼 쪽에는 좀더 가느다란 관이 몇 개 있는데, 이것이 체관이다. 이와 같이 각 관다발은 두 종류의 부분이 모여서 이루어져 있는데 물관이 포함되어 있는 안쪽 부분을 물관부라 하고, 가느다란 관이 모여 있는 바깥쪽 부분을 체관부라 한다. 쌍떡잎식물은 물관부와 체관부의 경계 부분이 여리고 약한 세포층으로 이루어져 있다. 이러한 층을 형성층이라 하는데, 외떡잎식물에는 이 형성층이 없다.

## 성장

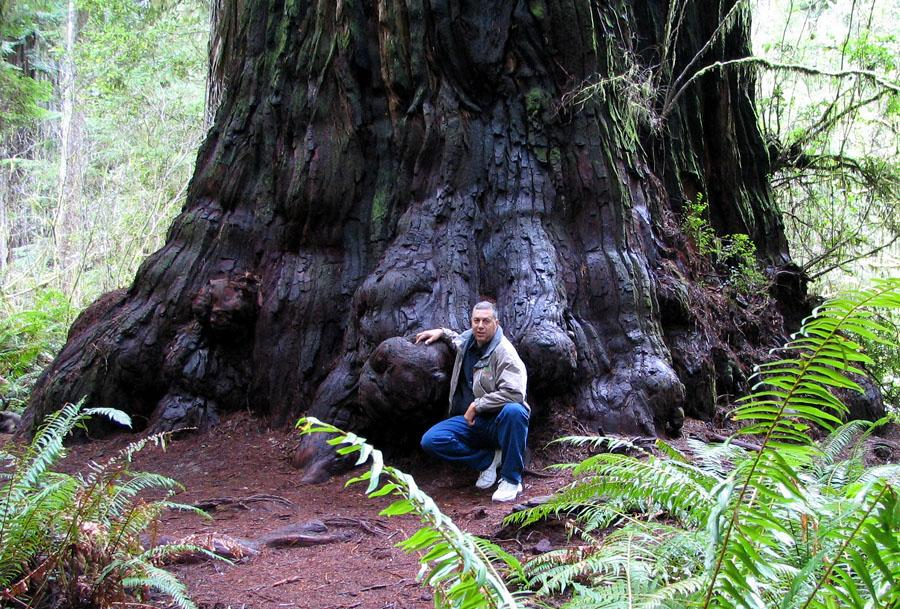
이 세쿼이아 나무의 몸통이 바로 이 나무의 줄기이다.

발아를 시작한 씨는 뿌리가 먼저 나온 후 어린줄기가 나온다. 어린줄기의 생장부분인 끝눈 주변의 조직들이 발달하며 줄기가 길어진다. 이때 줄기의 마디에서 곁눈과 잎이 나오게 되는데 하나의 마디에서는 1개 혹은 2개의 잎이 나오게된다. 생장을 마치면 잎이 떨어지는데 이때 잎과 줄기를 연결하는 관다발이 끊어지기 때문에 줄기에는 흔적이 남는다.

## 종류

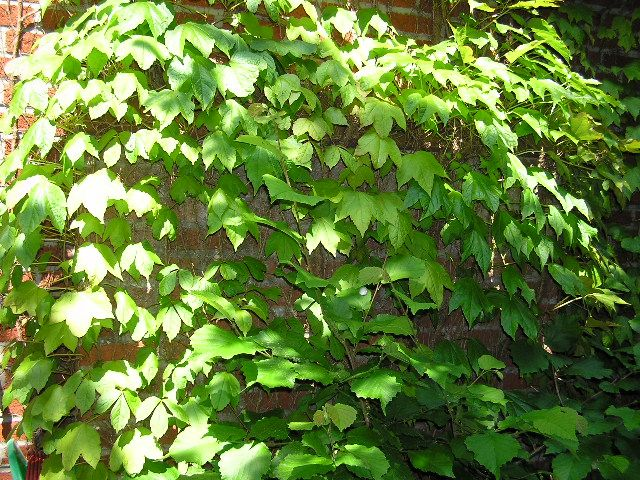
기어오르는줄기 담쟁이덩굴

흔히 줄기를 식물체의 지상부를 지탱하는 부분이라고 생각하는데, 이에 가장 일치하는 줄기는 곧은줄기(돼지풀)이다. 그러나 식물체의 중심 줄기는 곧게 서지만, 곁으로 나오는 가지는 비스듬하게 되는 경우가 많다(털진득찰). 지면을 기는 듯이 뻗어가는 줄기를 기는줄기(딸기)라고 하며, 다른 물체에 감겨 위쪽으로 성장해 가는 줄기를 감는줄기(나팔꽃)라고 한다. 이 밖에, 곧게 설 수 없는 데도 불구하고, 덩굴손이나 붙음뿌리로 다른 물체에 기대어 위로 뻗어가는 기어오르는줄기(완두, 담쟁이덩굴)도 있다. 한편, 줄기가 짧고 잎이 땅바닥에 붙어 사방으로 뻗는 식물(민들레)도 있는데, 이러한 식물은 흔히 로제트 식물이라고 한다, 또, 수분이 많아 줄기가 특히 비대하며 잎이 퇴화해 가는 다육경(선인장)도 있다.
물 속의 관속 식물에는 물에 뜨게 하는 부경(浮莖)이 발달해 있다. 또, 땅 속에 있으면서 땅 위로 줄기를 분지시키거나, 땅 속에서 잎만을 땅 위로 나게 하는 줄기도 있는데, 이것을 땅속줄기(둥굴레, 대돌잔고사리)라고 한다.
부경과 땅속줄기를 제외하면, 모두 땅 위에 있는 줄기이므로, 총칭하여 땅위줄기라고 한다. 따라서, 줄기는 생태에 따라 크게 땅위줄기, 부경, 땅속줄기의 3가지로 나눌 수 있다.
줄기가 자라서 꽃이 피고 열매를 맺은 후 결국은 말라죽는 식물을 보통 초본이라고 하며, 이에 대하여 여러 해에 걸쳐 계속적으로 꽃을 피우고 열매를 맺으며 생장하여 비대해지는 것을 목본이라 한다. 목본식물에서는 나무줄기(목본경)가 발달한다. 한편, 여러 해 살아 있어도 비대하지 않는 줄기를 '간(稈)'이라고 하는데, 대의 줄기가 이에 속한다.
지상부뿐만 아니라 지하부(땅 아랫부분)도 1년만에 죽는 것을 한해살이풀(나팔꽃, 옥수수)이라고 한다. 이는 일생에 한 번만 꽃을 피우고 열매를 맺는다. 종자에서 발아한 풀이 겨울을 보내고 이듬해 봄에서 가을에 꽃과 열매를 맺는 것을 두해살이풀(시금치)이라고 한다. 이 중 해를 넘겨도 12개월 내에 시드는 식물을 한해살이풀이라고 하는 경우도 있는데, 이 때에는 그 해 중에 시드는 것을 하생(夏生)년생 초본이라 하여 해를 넘기는 식물과 구별한다. 이에 비해 지하부가 몇 해 이상 여러 해에 걸쳐 생존하면서 한살이 동안 몇 차례 이상 꽃과 열매를 맺는 것을 여러해살이풀(은방울꽃, 자리공) 또는 숙근초라고 하며, 지하부와 지상부가 모두 살아 있는 상태로 겨울을 나는 여러해살이풀을 상록 초본이라고 한다.
한해살이풀과 두해살이풀은 뿌리가 수염 모양으로 난 것이 많으나 여러해살이풀은 땅 아래 부분에 뿌리, 줄기, 잎이 변형된 덩이뿌리, 덩이줄기, 뿌리줄기, 비늘줄기가 있으며 양분을 저장하는 것이 많다. 야자나무과나 대나무 등은 본질적으로 풀에 속하는데 지상부가 몇 년 이상 살기 때문에 나무처럼 보이지만, 비대 성장하지 않기 때문에 나무가 아니라 특수한 풀이라고 할 수 있다. 분류학적으로 초본과 목본이 같은 분류군에 속한 경우도 있다(국화과, 콩과).

## 줄기의 변태
줄기는 대부분의 식물체에서 지상부를 지탱하며, 물이나 양분 등의 통도 역할을 하는 것으로 알려져 있으나 땅속줄기처럼 특화된 경우도 있다. 이와 같이 자연계에는 본래의 줄기와 그 모양이나 기능에 있어 큰 차이를 보이지만, 원래는 줄기에 해당하는 부분이라고 생각되는 경우가 많이 있다. 이것을 '줄기의 변태'라고 한다. 사실상 엄밀하게는 슈트의 변태이지만 여기서는 편의상 줄기의 변태로서 설명한다.
줄기가 변태된 한 예로, 줄기가 매우 가늘어진 형태로 땅 위를 기어 생장하면서 곳곳에 뿌리와 눈을 만드는 것이 있는데, 이것을 주경(走莖；딸기, 바위취)이라고 한다. 또, 가지가 등근 모양으로 비대하여 영양 증식의 활동을 하는 것은 '육아(肉芽；참마)'라고 한다. 한편, 줄기가 짧아지고 비대해져 비늘조각과 같은 덩어리 모양이 되어, 영양 증식에 이용되는 '주아(珠芽；참나리)'도 있다.
위에서 설명한 것들은 모두 땅위줄기가 변태한 것이지만, 본래 줄기로서의 역할을 다소나마 하고 있다고 할 수 있다. 그러나 줄기가 가느다랗게 되어 덩굴손이 되거나(포도) 바늘 모양의 가시가 되거나(탱자나무), 아니면 잎과 같은 모양의 편평한 줄기가 되어(선인장) 그 기능까지 전환된 변태도 있다.
한편, 땅속줄기가 변태한 것으로는, 땅속을 옆으로 뻗어가는 뿌리줄기(고사리·진황정), 비대해진 덩어리가 되어 영양분을 저장하는 덩이줄기(감자), 덩이줄기와 비슷하지만 눈의 수가 적은 둥근꼴줄기(시클라멘), 또 줄기는 밑부분에 약간 있을 뿐이며 대부분이 여러 개의 두꺼운 잎으로 된 비늘줄기(양파) 등이 있다. 그러나 양파의 중앙 종단면을 보면 알 수 있듯이 비늘줄기라고는 하나 대부분이 잎이며 줄기는 아랫부분에 약간만이 남아 있을 뿐이다. 따라서, 양파와 같은 경우는 줄기의 변태라고 하기보다 잎의 변태를 수반한 슈트의 변태라고 해야 옳을 것이다.
줄기 변태의 종류는 덩이줄기·비늘줄기·알줄기·뿌리줄기 등이 있다.

### 덩이줄기
괴경(塊莖)이라고도 하며 녹말과 같은 양분을 지하에 저장해서 비대해진 줄기로 곁눈이 뭉쳐진 눈이 있어 영양생식이 가능하다. 대표적인 예로는 감자가 있다.

### 비늘줄기
인경(鱗莖)이라고도 하며 짧은 줄기를 둘러싸고있는 양분을 저장하는 확대된 잎을 가진 땅속줄기를 말한다. 백합·파·튤립·수선화 등에서 볼 수 있다. 생육에 부적당한 겨울이나 건기에는 휴면기관으로 존재하며 영양생식이 가능하다. 비늘조각이 다육으로 기와지붕 모양으로 겹쳐져 있는 백합속과 같은 경우도 있고, 비늘조각이 넓으며 외측의 것이 내측의 것을 포위하고 있는 파속·수선화속 등과 같은 경우도 있다.

### 알줄기
구경(球莖)이라고도 하며 녹말 등을 저장하여 땅속줄기가 구형으로 비대한 알뿌리의 한 형태이다. 토란·곤약·소귀나물·글라디올러스 등이 있다. 지상부가 겨울에 시드는 여러해살이풀에서는 월동기관이 되고 영양생식의 역할도 한다.

### 뿌리줄기
근경(根莖)이라고도 하며 줄기가 지하로 자라 마치 뿌리와 같은 역할을 하는 줄기이다. 마디에서 부정근이 돋으며 지상으로 잎을 낸다. 또한 비늘 조각 모양의 잎이 돋아 외부 형태로도 구별되며, 내부구조를 보면 관다발의 배치에 의해 명백하게 식별된다. 양치식물에서 흔히 볼 수 있으며 연꽃·메꽃·죽순대 등이 이에 속한다. 녹말 등의 양분을 저장하기도 하여, 영양생식이나 월동기관 역할을 한다.

## 같이 보기
- 식용 식물 줄기